# کیک‌بوکسور ۳
کیک‌بوکسور ۳ (انگلیسی: Kickboxer 3) فیلمی در ژانر رزمی و اکشن است که در سال ۱۹۹۲ منتشر شد. از بازیگران آن می‌توان به ساشا میچل و میلتون گونسالویس اشاره کرد.